# Pisani tukan
Pisani tukan (znanstveno ime Ramphastos dicolorus) je ptič iz družine tukanov, razširjen predvsem po vzhodnem delu Južne Amerike, ki ga porašča atlantski gozd: jugovzhodu Brazilije, vzhodu Paragvaja in severovzhodu Argentine. Je najmanjši predstavnik svojega rodu in najjužneje razširjeni predstavnik tukanov nasploh.
Doseže do 45 cm v dolžino in težo do 400 g (pri tem so južneje živeči osebki običajno večji od tistih na severnem delu območja razširjenosti). Prepoznaven je po oranžni operjenosti grla in prsi, živordečem trebuhu in bazi repa ter zelenkasti obarvanosti kljuna. Zgornja stran telesa je bleščeče črno operjena.